# America's Sweetheart (Elle King)
America's Sweetheart è un singolo di Elle King, pubblicato nel 2016 ed estratto dal primo album in studio Love Stuff.

## Tracce
Download digitale
1. America's Sweetheart – 4:06 (Elle King, Martin Johnson)